# Live Shit: Binge & Purge
Live Sh*t: Binge & Purge é o primeiro álbum ao vivo do Metallica, lançado em formato de box em 1993.
Ele contém três CDs e três fitas VHS, enquanto uma versão mais recente inclui dois DVDs de concertos em San Diego (na Wherever We May Roam Tour) e Seattle (na Damaged Justice Tour) e também inclui três CDs com canções de um concerto em Cidade do México.
Foi lançado originalmente como uma caixa alusivos ao estilo típico de um equipamento turístico caixa de transporte. Além das medias de áudio e do vídeo, a caixa contém material bônus (Livreto mostrando uma infinidade de fotografias, típicas correspondências de turnê enviadas e recebidas pela banda e da sua gestão, bem como documentos internos e notas manuscritas; recriada uma cópia de um acesso para passar para o "Snakepit" parte dos bastidores da turnê, um papelão desenhado/stencil de pintura para o  logotipo "Scary Guy").

## Lista de faixas

### Mexico City '93

#### CD 1
| Disco 1 | | |         |  |
| N.º     | Título | Compositor(es) | Duração |  |
| 1.      | "Enter Sandman" | Kirk Hammett, James Hetfield, Lars Ulrich | 7:28    |  |
| 2.      | "Creeping Death" | Hammett, Hetfield, Cliff Burton, Ulrich | 7:28    |  |
| 3.      | "Harvester of Sorrow" | Hetfield, Ulrich | 7:19    |  |
| 4.      | "Welcome Home (Sanitarium)" | Hammett, Hetfield, Ulrich | 6:39    |  |
| 5.      | "Sad but True" | Hetfield, Ulrich | 6:07    |  |
| 6.      | "Of Wolf and Man" | Hammett, Hetfield, Ulrich | 6:22    |  |
| 7.      | "The Unforgiven" | Hammett, Hetfield, Ulrich | 6:48    |  |
| 8.      | "Justice Medley" - "Eye of the Beholder" - "Blackened" - "The Frayed Ends of Sanity" - "...And Justice for All" - "Blackened" (final)" | - Hammett, Hetfield, Ulrich - Hetfield, Jason Newsted, Ulrich - Hammett, Hetfield, Ulrich - Hammett, Hetfield, Ulrich - Hetfield, Newsted, Ulrich | 9:38    |  |
| 9.      | "Solos (baixo/guitarra)" | Hammett, Newsted | 18:49   |  |

#### CD 2
| Disco 2 |                           |                                   |         |  |
| N.º     | Título                    | Compositor(es)                    | Duração |  |
| 1.      | "Through the Never"       | Hammett, Hetfield, Ulrich         | 3:47    |  |
| 2.      | "For Whom the Bell Tolls" | Hetfield, Burton, Ulrich          | 5:48    |  |
| 3.      | "Fade to Black"           | Hammett, Hetfield, Burton, Ulrich | 7:12    |  |
| 4.      | "Master of Puppets"       | Hammett, Hetfield, Burton, Ulrich | 4:35    |  |
| 5.      | "Seek & Destroy"          | Hetfield, Ulrich                  | 18:08   |  |
| 6.      | "Whiplash"                | Hetfield, Ulrich                  | 5:34    |  |

#### CD 3
| Disco 3 |                                                        |                                                                                     |         |  |
| N.º     | Título                                                 | Compositor(es)                                                                      | Duração |  |
| 1.      | "Nothing Else Matters"                                 | Hetfield, Ulrich                                                                    | 6:22    |  |
| 2.      | "Wherever I May Roam"                                  | Hetfield, Ulrich                                                                    | 6:33    |  |
| 3.      | "Am I Evil?" (original de Diamond Head)                | Sean Harris, Brian Tatler                                                           | 5:42    |  |
| 4.      | "Last Caress" (original de Misfits)                    | Glenn Danzig                                                                        | 1:25    |  |
| 5.      | "One"                                                  | Hetfield, Ulrich                                                                    | 10:27   |  |
| 6.      | "So What?" (Original de Anti-Nowhere League)/"Battery" | Nick "Animal" Kulmer, Chris "Magoo" Exall, Clive "Winston" Blake / Hetfield, Ulrich | 10:05   |  |
| 7.      | "The Four Horsemen"                                    | Hetfield, Ulrich, Dave Mustaine                                                     | 6:08    |  |
| 8.      | "Motorbreath"                                          | Hetfield                                                                            | 3:14    |  |
| 9.      | "Stone Cold Crazy" (Original de Queen)                 | Freddie Mercury, Brian May, Roger Taylor, John Deacon                               | 5:32    |  |

### San Diego '92

#### VHS 1 - DVD 1 (3:19:34)
1. "20 Min. MetalliMovie"
2. "Enter Sandman"
3. "Creeping Death"
4. "Harvester of Sorrow"
5. "Welcome Home (Sanitarium)"
6. "Sad But True"
7. "Wherever I May Roam"
8. "Bass Solo"
9. "Through the Never"
10. "The Unforgiven"
11. "Justice Medley"
  - "Eye of the Beholder"
  - "Blackened"
  - "The Frayed Ends of Sanity"
  - "...And Justice for All"
12. "Drum Solo"
13. "Guitar Solo"

#### VHS 2 - DVD 1
1. "The Four Horsemen"
2. "For Whom the Bell Tolls"
3. "Fade to Black"
4. "Whiplash"
5. "Master of Puppets"
6. "Seek & Destroy"
7. "One"
8. "Last Caress"
9. "Am I Evil?"
10. "Battery"
11. "Stone Cold Crazy"

### Seattle '89

#### VHS 3 - DVD 2 (2:20:56)
1. "Blackened"
2. "For Whom the Bell Tolls"
3. "Welcome Home (Sanitarium)"
4. "Harvester of Sorrow"
5. "The Four Horsemen"
6. "The Thing That Should Not Be"
7. "Bass Solo"
8. "Master of Puppets"
9. "Fade to Black"
10. "Seek & Destroy"
11. "...And Justice for All"
12. "One"
13. "Creeping Death"
14. "Guitar Solo"
15. "Battery"
16. "Last Caress"
17. "Am I Evil?"
18. "Whiplash"
19. "Breadfan"

## Formação na data de lançamento
- James Hetfield – Guitarra, Vocal
- Kirk Hammett – Guitarra, Vocal de apoio
- Jason Newsted – Baixo, Vocal de apoio
- Lars Ulrich – Bateria